# استخوان یوغی

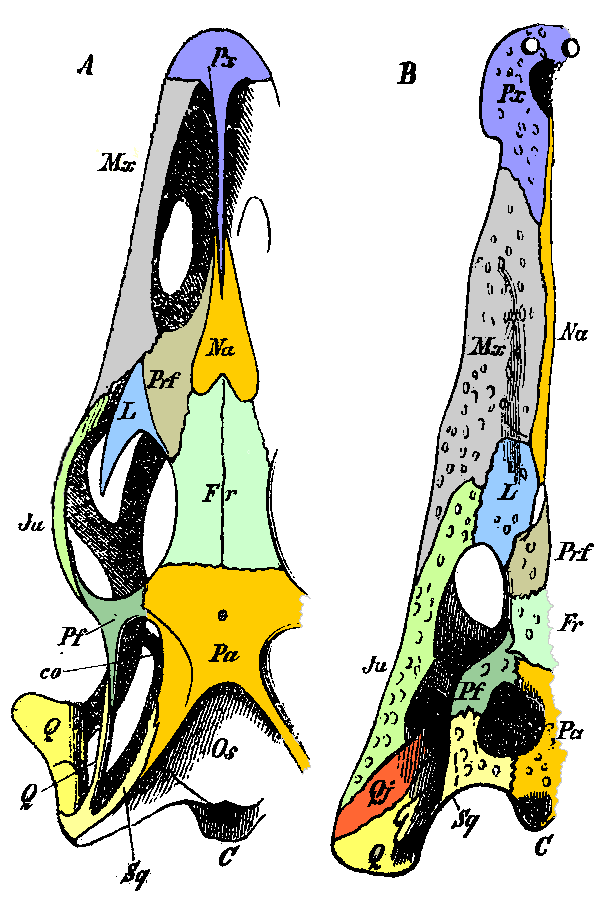
نموداری که استخوان‌های هم‌ساخت جمجمه یک بزمجه و یک تمساح را نشان می‌دهد. استخوان یوغی با برچسب Ju، به رنگ سبز کم‌رنگ، در مرکز سمت چپ دیده می‌شود.

استخوان یوغی (Jugal bone) یک استخوان جمجمه است که در بیشتر خزندگان، دوزیستان و پرندگان یافت می‌شود. در پستانداران، استخوان یوغی اغلب استخوان گونه (مالار یا زیگوماتیک) نامیده می‌شود. این استخوان به استخوان چهارگوش‌یوغی و فک بالا و همچنین استخوان‌های دیگر متصل است که ممکن است بسته به گونه متفاوت باشد.

## کالبدشناسی
استخوان یوغی در دو طرف جمجمه در ناحیه پیرامونی قرار دارد و منشأ چندین ماهیچه جونده در جمجمه است. استخوان‌های یوغی و اشکی تنها دو استخوان باقیمانده از یک رشته‌استخوان‌های اجدادی پیرامون چشم‌خانه هستند، بقیه این استخوان عبارتند از پیش‌پیشانی، پس‌پیشانی، پس‌چشمخانه‌ای، یوغی و اشکی.
در طول رشد، استخوان یوغی از استخوان پوستی منشأ می‌گیرد.

### در دایناسورها
در مواردی که کل جمجمه دست‌نخورده پیدا نشده‌است (مثلاً مانند دایناسورها در دیرینه‌شناسی) این استخوان دارای نقشی کلیدی در تعیین صفات عمومی است. در برخی از سَرده‌های دایناسورها، استخوان یوغی قسمتی از حاشیه پایینی روزنه پیش‌چشمخانه‌ای یا روزنه زیرگیجگاهی یا هر دو را تشکیل می‌دهد. معمولاً این استخوان با استخوان چهارگوش‌یوغی (کوادراتوژوگال)، پس‌چشمخانه‌ای، اشکی و فک بالا مفصل می‌شود. در دایناسورهای شاخدار، مانند پنتاسراتوپس (پنج‌شاخ‌چهره)، استخوان یوغی ضخیم است تا حدی که باعث شده دیرینه شناسان از آن به عنوان «شاخ یوغی» یاد کنند.

## کارکرد

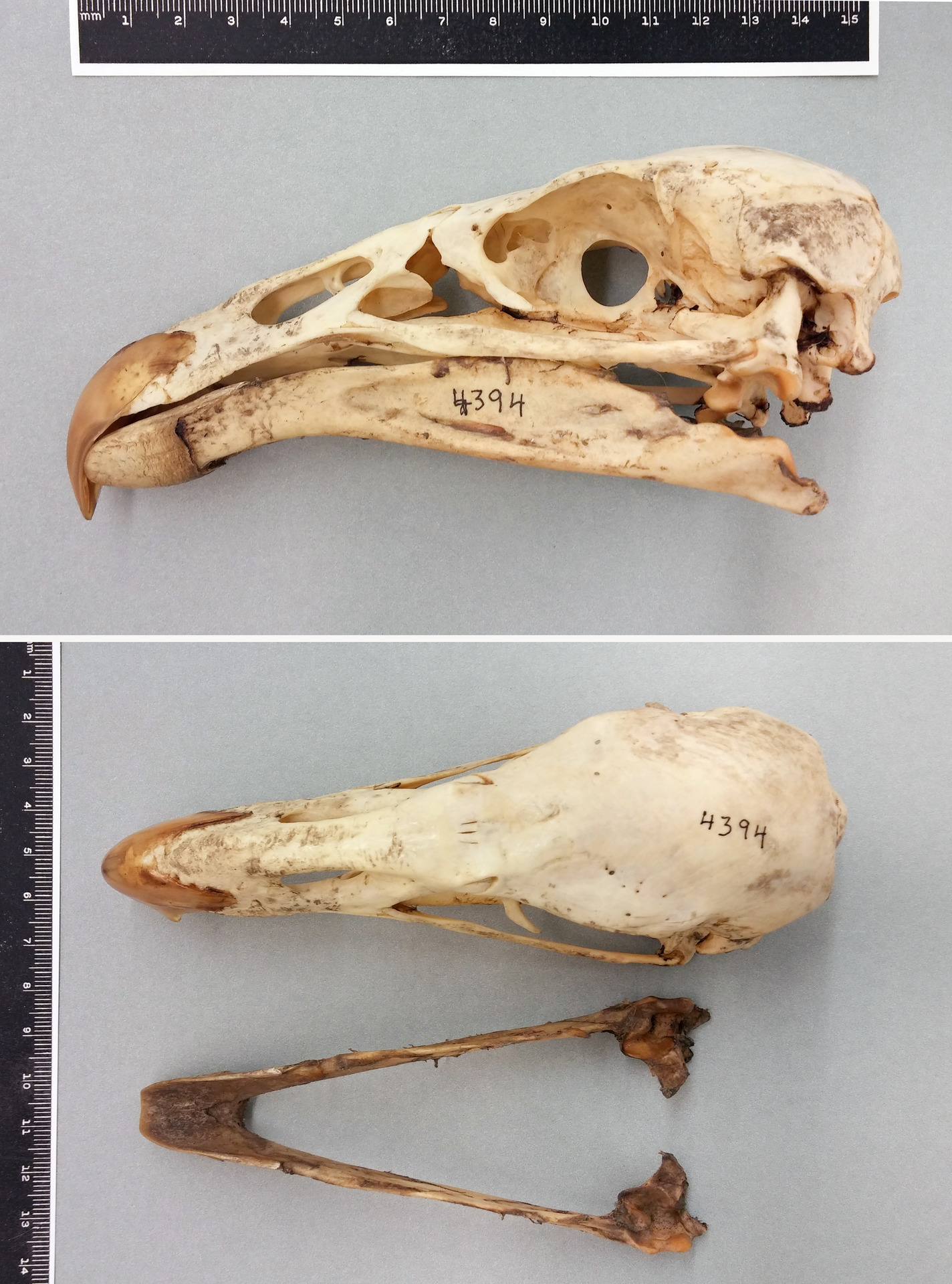
جمجمه یک رخ‌کرکس کالیفرنیا. در موزه تاریخ طبیعی پیبادی. بخش جانورشناسی مهره‌داران؛ دانشگاه ییل.

### در خزندگان
در دایناسورهای غیرپروازی، استخوان یوغی به عنوان تکیه‌گاه ساختاری غیرفعال در حین گاز گرفتن عمل می‌کرد و نه به عنوان محل اتصال ماهیچه فک. در خزندگان امروزی، استخوان یوغی به شکل‌گیری کاسه چشم کمک می‌کند و پشتیبانی ساختاری غیرفعال را هم فراهم می‌کند.

### در پرندگان
در حالی که استخوان یوغی در بیشتر خزندگان دیگر ضخیم و نوارمانند است، این استخوان در پرندگان نازک و قلمی است. تصور می‌شود که این امر باعث کاهش وزن جمجمه و تسهیل حرکت جمجمه شده‌است.

### در پستانداران
در پستانداران، از جمله انسان، استخوان یوغی را استخوان گونه (زیگوما) می‌نامند. استخوان گونه‌ای به ساختن چارچوب صورت، محافظت از چشم در برابر آسیب، و ایجاد محل اتصال برای عضلات صورت کمک می‌کند. استخوان گونه‌ای کارکردهای مهمی را به عنوان خاستگاه ماهیچه جَوِشی (ماستر) و به عنوان نقطه مقاومت برای نیروهای جَوِشی انجام می‌دهد. مطالعات اولیه همچنین نشان می‌دهد که بررسی گوناگونی‌ها در ساختار استخوان گونه می‌تواند در تعیین منشأ اجدادی جمعیت‌های انسان امروزی سودمند باشد.